# Jan Runnqvist
Jan Arvid Axel Fredrik Runnqvist, född 14 maj 1929 i Malmö Sankt Johannes församling i dåvarande Malmöhus län, död 5 september 2011 i Genève, Schweiz, var en svensk konstvetare, skribent och direktör.
Runnqvist var son till konsthandlaren, filosofie licentiat Harry Runnqvist och filosofie kandidat Ann Mari, ogift Liepe, och bror till Ann Runnqvist-Vinde. Efter akademiska studier vid Uppsala universitet blev Jan Runnqvist filosofie licentiat där 1956 och filosofie doktor 1959. Han var konstkritiker för Morgon-Tidningen 1956–1960, blev verkställande direktör för Galerie Bonnier i Genève 1960 och innehade samma post vid Svensk-franska konstgalleriet 1964–1973. Han skrev essäer i Bonniers Litterära Magasin.
Han gifte sig 1958 med Dagny Jansson (född 1936), dotter till Conrad Jansson och Sigrid, ogift Larsson.